# District de Gbeapo
Ne doit pas être confondu avec Gbeapo (langue).
Le district de Gbeapo est une subdivision du comté de River Gee au Liberia. 
L’autre district du Comté de River Gee est :
- Le district de Webbo